# Aloe rendilliorum
Aloe rendilliorum ist eine Pflanzenart der Gattung der Aloen in der Unterfamilie der Affodillgewächse (Asphodeloideae). Das Artepitheton rendilliorum bezieht sich auf die Ethnie der Rendille in Kenia.

## Beschreibung

### Vegetative Merkmale
Aloe rendilliorum wächst stammbildend und verzweigt. Die Stämme sind für etwa 30 Zentimeter aufrecht, werden dann niederliegend und erreichen eine Länge von 100 Zentimeter. Die dreieckigen, rauen Laubblätter bilden auf den obersten 20 Zentimetern der Stämme Rosetten. Ihre dunkelgrüne Blattspreite ist 35 Zentimeter lang und 4 bis 4,5 Zentimeter breit. Auf jungen Blättern sind auf beiden Seiten einige weiße Flecken vorhanden. Die festen, rot gespitzten Zähne am Blattrand sind 2 Millimeter lang und stehen 5 bis 7 Millimeter voneinander entfernt. Der Blattsaft ist gelb.

### Blütenstände und Blüten
Der aufrechte Blütenstand ist einfach oder weist in der Regel bis zu fünf Zweige auf. Er erreicht eine Länge von bis zu 60 Zentimeter. Die zylindrischen Trauben sind 11 bis 22 Zentimeter lang. Die lanzettlich-spitzen Brakteen weisen eine Länge von 15 Millimeter auf und sind 4 Millimeter breit. Die an ihrer Basis trüb rosafarbenen Blüten sind darüber trüb rosafarbenen mit einer dunklen Mittellinie. Sie stehen an 10 Millimeter langen, trüb roten Blütenstielen. Die Blüten sind 19 bis 20 Millimeter lang. Auf Höhe des Fruchtknotens weisen die Blüten einen Durchmesser von 4 Millimeter auf. Darüber sind sie verengt und schließlich zur Mündung auf 6 Millimeter erweitert. Ihre äußeren Perigonblätter sind auf einer Länge von 10 Millimetern nicht miteinander verwachsen. Die Staubblätter und der Griffel ragen bis zu 5 Millimeter aus der Blüte heraus.

## Systematik und Verbreitung
Aloe rendilliorum ist in Kenia im Marsabit District auf Felsen in einer Höhe von 1375 Metern verbreitet. Die Art ist nur vom Typusfundort bekannt.
Die Erstbeschreibung durch Leonard Eric Newton wurde 2006 veröffentlicht.

## Nachweise